# Трабский сельсовет
Тра́бский сельсовет — административная единица на территории Ивьевского района Гродненской области Республики Беларусь.

## Состав
Трабский сельсовет включает 47 населённых пунктов:
- Альтария — хутор.
- Барановичи — деревня.
- Батуки — деревня.
- Бобрики — деревня.
- Богданцы — деревня.
- Борейковщина — деревня.
- Браги — деревня.
- Воровщина — хутор.
- Гаевище — хутор.
- Гаевцы — деревня.
- Голубицковщина — деревня.
- Гончары — деревня.
- Дворцовщина — деревня.
- Дубоносы — деревня.
- Дюраны — деревня.
- Дядичи — деревня.
- Загорцы — деревня.
- Занемонцы — хутор.
- Заречные Батуки — деревня.
- Ковали — деревня.
- Кулики — деревня.
- Кутьки — деревня.
- Ладетеняты — деревня.
- Лычковцы — деревня.
- Макары — деревня.
- Матюки — деревня.
- Медики — деревня.
- Ноздраки — деревня.
- Околица Барановичи — деревня.
- Пелковщина — деревня.
- Пецкуны — деревня.
- Подокупье — хутор.
- Позняки — деревня.
- Полудовщина — деревня.
- Поякунь — деревня.
- Расальщина — деревня.
- Ременики — деревня.
- Самищи — деревня.
- Сенкиняты — деревня.
- Сергеевка — хутор.
- Сурвилишки — деревня.
- Татарка — хутор.
- Трабы — агрогородок.
- Троки — деревня.
- Харитоны — деревня.
- Ченевичи — деревня.
- Яцковщина — деревня.

## Производственная сфера
- СПК «Трабы»,
- СП «Релуис Бел» ООО
- Трабское лесничество

## Социальная сфера
Образование — СШ, ДС. Медицина — амбулатория, больница сестринского ухода, ФАП, аптека. Культура — СДК, 2 сельские библиотеки, библиотека-клуб.

## Памятные места

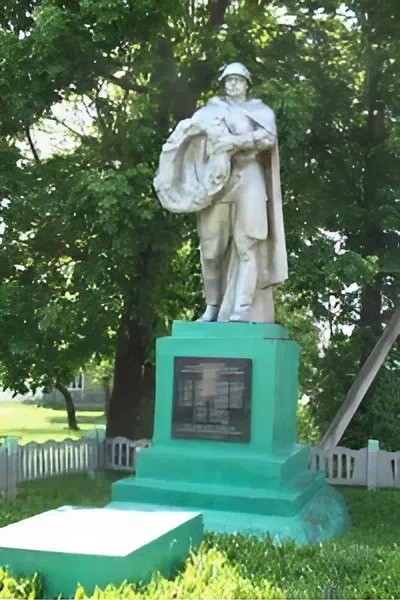
Братская могила в аг. Трабы Ивьевского района Гродненской области

Воинские захоронения — Братская могила в аг. Трабы.
Памятник установлен в память о погибших воинах советской армии и партизанах, которые погибли во время освобождения д. Трабы. В 1961 г. На могиле поставлена скульптура воина. Похоронено 25 воинов и партизан, которые погибли в начале июля 1944 г. Среди похороненных — воины 6-й гвардейской кавалерийской дивизии имени А. Я. Пархоменко и партизаны бригады Александра Невского.
Постановлением Совета Министров от 14 мая 2007 года в «Аб статусе гісторыка-культурных каштоўнасцей» памятник истории включен в Государственный список историко-культурных ценностей Республики Беларусь.

## Достопримечательности
- Церковь Святых апостолов Петра и Павла д. Трабы
- Костел рождения Богородицы Марии д. Трабы
- Костел Святой Троицы д. Сурвилишки